# Тампа
Тампа (енгл. Tampa) град је у америчкој савезној држави Флорида. Град је седиште округа Хилсборо и налази се на западној обали Флориде, на обалама залива Тампа беј (енгл. Tampa Bay). По попису становништва из 2020. у њему је живело 384.959становника.
Подручје данашњег града је било насељено од најранијих времена аутохтоним индијанским племенима Токобаге и Семиноле. Иако су Шпанци открили тај део још почетком 16. века прво насеље основано је уз америчку војну тврђаву Форт Бенинг 1824. године.
Данашња Тампа је део метрополитанског подручја Тампа Беј који чине још и градови Клирвотер и Сент Питерсберг у коме живи око 2.700.000 становника.
Тампа је дом и за неколико професионалних спортских тимова, а најпознатији су Тампа Беј баканирси (НФЛ) и Тампа беј лајтнингси (НХЛ).

## Географија
Тампа се налази на надморској висини од 15 m.

## Демографија
Према попису становништва из 2010. у граду је живело 335.709 становника, што је 32.262 (10,6%) становника више него 2000. године.
|                   | 2010.            | 2000.            |
| Укупно            | 335 709 (100,0%) | 303 447 (100,0%) |
| Белци             | 155 552 (46,34%) | 154 872 (51,04%) |
| Афроамериканци    | 87 872 (26,18%)  | 79 118 (26,07%)  |
| Хиспаноамериканци | 77 472 (23,08%)  | 58 522 (19,29%)  |
| Азијати           | 11 560 (3,443%)  | 6 527 (2,151%)   |
| Остали            | 3 253 (0,969%)   | 4 408 (1,453%)   |

## Партнерски градови
Тампа је побратим или има успостављену сарадњу са сладећим градовима:
- Авр
- Агриђенто
- Гранада
- Веракруз
- Бока дел Рио
- Баранкиља
- Овиједо
- Измир
- Кордоба
- Ашдод
- Свиндон
- Порто Алегре